# والوف
والوف (به آلمانی: Walluf) یک شهر در آلمان است که در راینگاو-تاونوس واقع شده‌است. والوف ۵٬۵۸۱ نفر جمعیت دارد.